# Meloboris islandica
Meloboris islandica là một loài tò vò trong họ Ichneumonidae.